# ホウシュノタマ
ホウシュノタマ（Notocochlis gualtieriana） はタマガイ科に属する巻貝の一種である。

## 外観
殻高約2cmの丸い貝殻で、螺塔が少し突き出る。灰褐色の螺層はときに青みを帯び、若貝では成長脈にそって褐色の模様が多数縦に並ぶ。縫合の下と殻底は白色。殻口は大きく、蓋はD字型で石灰質、白色で平坦。臍孔は臍盤で狭められてC字型。殻口外唇内面には褐色の帯がある。足は白色で黒い細かい斑点が多数ある。

## 生態
潮間帯下部から水深約20mの砂底で、ほかの貝などを食べて生きる。他のタマガイ科の貝と同様に、雌雄が交尾したのちメスは育てた卵嚢を砂の上に茶碗を伏せたような形で産み、これは「砂茶碗」と呼ばれる。ホウシュノタマの「砂茶碗」は平たくて灰色、直径約3cmである。

## 分布
房総半島以南の西太平洋からインド洋の海岸に生息する。

## 人との関係
種名のホウシュ（宝珠）とは、仏教の如意宝珠のこと。江戸時代後期の武蔵石壽著「目八譜」には「宝四ノ玉」として紹介されている。